# Operatic pop
Operatic pop o pop opera indica nell'ambito della musica un sottogenere nel quale avviene una fusione fra la musica pop e la tradizione dell'opera.
Definito come un genere, ha guadagnato in popolarità dal 1990 e ha acquisito una propria lista di Billboard.

## Descrizione
Esiste in diverse forme: la più comune vede un interprete di musica leggera che esegue nello stile proprio delle opere liriche un brano non appartenente al repertorio classico; per converso, il termine può essere riferito anche a quella parte di repertorio "leggero" eseguita da un cantante lirico con lo stile adottato, appunto, nell'ambito del melodramma. Infine, per estensione, il termine può essere riferito a musicisti e cantanti contemporanei che eseguono, adottando sonorità e ritmi moderni, brani di musica classica del repertorio antico.
Il genere è affine per significato al cosiddetto crossover musicale, cui può essere assimilato il baroque pop, e nel mondo editoriale e dell'impresa discografica anglosassone viene spesso indicato con il lemma "Popera".
In senso lato, pop opera (od opera pop) può indicare opere destinate principalmente al teatro o a trasposizioni cinematografiche - spesso in forma di musical - strutturate in un libretto e articolate su numeri bene identificati (ovvero con arie, romanze, concertati, cori, ecc., così come avviene per le opere liriche del repertorio classico).
Le musiche che accompagnano tali opere si rifanno tuttavia a tematiche e suoni moderni, come ad esempio Cats, Jesus Christ Superstar, Tommy, Il fantasma dell'Opera, Orfeo 9 ed altre.